# Mittäterschaft von Frauen
Mittäterschaft von Frauen ist ein von Christina Thürmer-Rohr 1983 eingeführter Fachbegriff der feministischen Theorie. Er beschreibt die Mitbeteiligung oder Komplizenschaft von Frauen an der institutionalisierten Herrschaft des Patriarchats. Ziel der Begriffsentwicklung war es, mit der Beteiligung von Frauen an destruktiven Prozessen der Geschlechterordnung offensiv umzugehen und dem „verschwiegenen und quälenden Verdacht einen definierbaren Namen zu geben“. Thürmer-Rohr übte damit Kritik am Verständnis des Patriarchats als „weltweites, klassen-, kultur- und epocheübergreifendes Gewaltsystem, als geschlechtsapartes Werk ohne Frauen und gegen Frauen“.

„Frauen werden nicht nur unterdrückt, missbraucht und in ein schädigendes System verstrickt, sondern steigen auch eigentätig ein, gewinnen Privilegien, ernten fragwürdige Anerkennung und profitieren von ihren Rollen, sofern sie sie erfüllen. Frauen sind nicht nur durch gemeinsame Leiderfahrungen geprägt, sondern auch durch direkte und indirekte Zustimmung zur Höherwertung des Mannes und zur Entlastung gesellschaftlicher Täter. Diese Bereitschaft zur Duldung, Unterstützung oder Nichtzuständigkeit ist der Triumph, den die Patriarchate feiern können.“

Mit dem Begriff soll nicht geleugnet werden, dass Frauen Opfer männlicher Kontrolle und Gewalt werden können, sondern das Mitwirken an struktureller sowie direkter männlicher Kontrolle und Gewalt thematisierbar werden. Macht wird dabei im Sinne Foucaults als integriertes, einbindendes Herrschaftsverhältnis verstanden. 

Das Begriffskonzept löste heftige Kontroversen aus, auch in Bezug auf die Mittäterschaft von Frauen im Nationalsozialismus sowie im weißen Rassismus. Insgesamt führte die Debatte aber zur heutigen Einsicht, dass eine einfache Zuordnung in Opfer-Täter-Kategorien kaum angemessen ist. 
„Das Mitagieren der Frauen, mit dem sie Prinzipien der Gewalt und des Ausschlusses der sog. Anderen aus untergeordneter Position und mit weiblichen Mitteln umsetzen, entspricht und dient der gemeinschaftlichen Aktion, die die differenzierte Mitwirkung unterschiedlich positionierter Menschen braucht: ein mehrchöriges, mindestens „doppelchöriges“ Ensemble, in dem Männer und Frauen als vollwertige Mitglieder und Mitspieler ihre ebenso unterschiedliche wie unentbehrliche Funktion wahrnehmen“.
In der Frauenbewegung hatte bereits Hedwig Dohm (1831–1919) die Männeranbetung bürgerlicher Frauen beklagt und auch Karin Schrader-Klebert thematisierte die mangelnde Frauensolidarität und systematische Bündnisse weißer Frauen mit weißen Männern. Auch Maria-A. Macchiocchi, Mary Daly, Frigga Haug und Martha Mamozai hatten zuvor unterschiedliche Aspekte der Kollaboration von Frauen kritisiert.